# Place Newton
La place Newton est une voie  de Nantes, en France.

## Situation et accès
Située dans le Centre-ville de Nantes la place est bitumée et ouverte à la circulation automobile. Elle est traversée par la rue Marceau, tout en étant au débouché des rues Dugommier, Camille-Berruyer et Deshoulières.

## Origine du nom
La voie est dénommée en hommage au savant anglais, Isaac Newton (1642-1727).

## Voies secondaires

### Square Pascal-Lebée
Situé à l'angle des rues Dugommier et Marceau, cet espace arboré de 539 m2 a été restructuré en 2017. Son nom rend hommage depuis une délibération du conseil municipal du 17 mai 1976
 à Pascal Lebée (mort en 1968), Président du syndicat départemental de l'industrie hôtelière de Loire-Atlantique. Il fut également membre du Comité et trésorier du Syndicat national de l'hôtellerie saisonnière, membre du bureau de la Fédération nationale de l'hôtellerie française et membre du bureau de la F.N.I.H. et délégué général pour la Bretagne. Il exploitait Hôtel de l'Univers place du Commerce, sinistré lors des bombardements de 1943.

## Coordonnées des lieux cités
1. ↑  Square Pascal-Lebée : 47° 12′ 58″ N, 1° 33′ 49″ O